# Northfields (metropolitana di Londra)
Northfields è una stazione della metropolitana di Londra, che si trova sulla diramazione di Heathrow della linea Piccadilly.

## Storia

### La stazione della DR

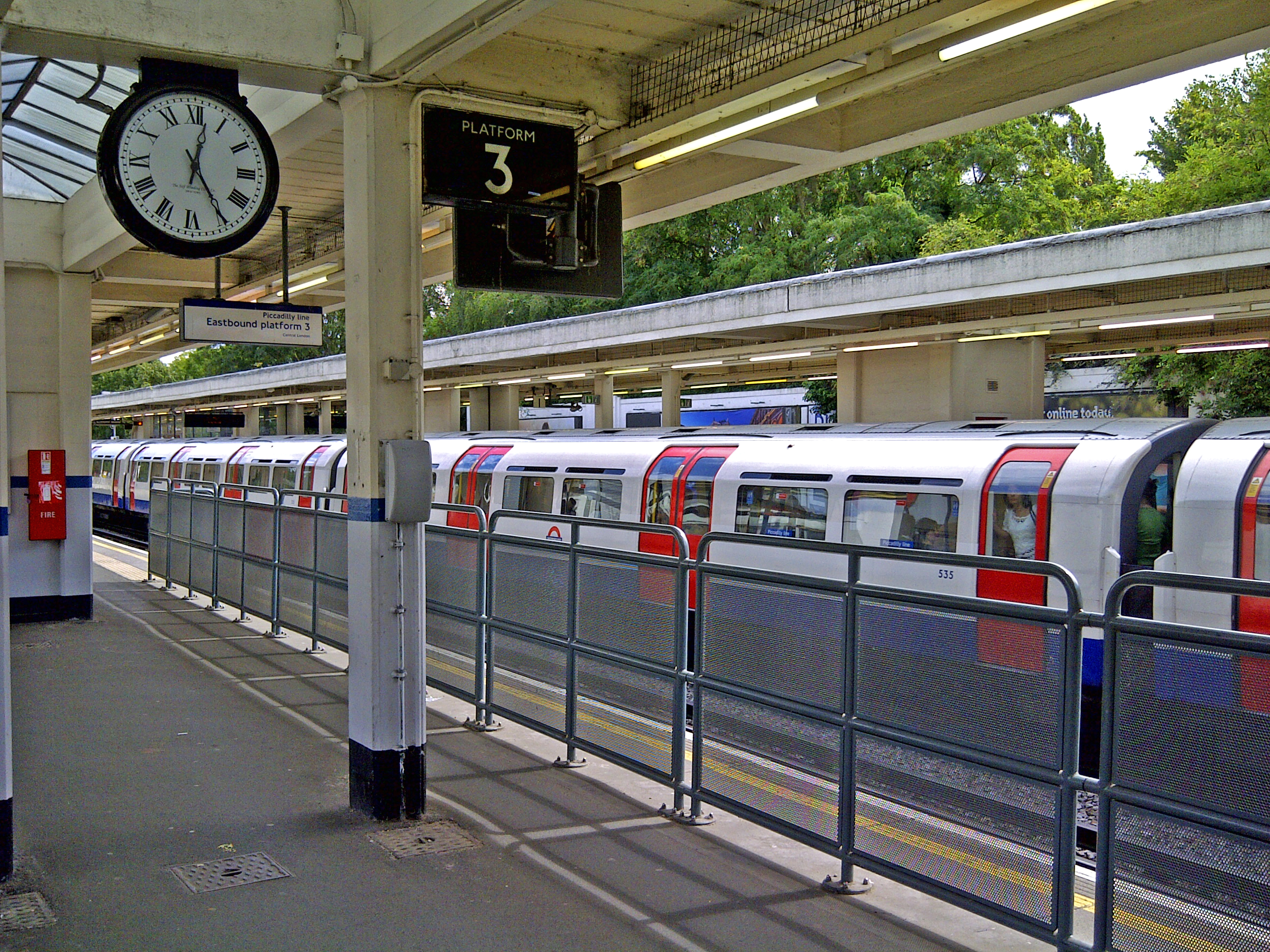
Interni della stazione di Northfields

La stazione di Northfields è stata aperta con il nome di Northfield (Ealing) nel 1908, come un punto di arresto (halt) dalla District Railway (DR, poi divenuta la linea District), sulla linea attiva dal 1883 per collegare Londra all'ormai chiusa Hounslow Town. Ha mantenuto il nome originale fino a dicembre del 1911, quando è stata rinominata Northfields and Little Ealing.
Negli anni '10, in concomitanza con il cambio di nome, la stazione ha subito lavori di ristrutturazione, con l'aggiunta di una biglietteria su una struttura a ponte sopra i binari e nuove coperture dei binari stessi.

### La stazione della linea Piccadilly

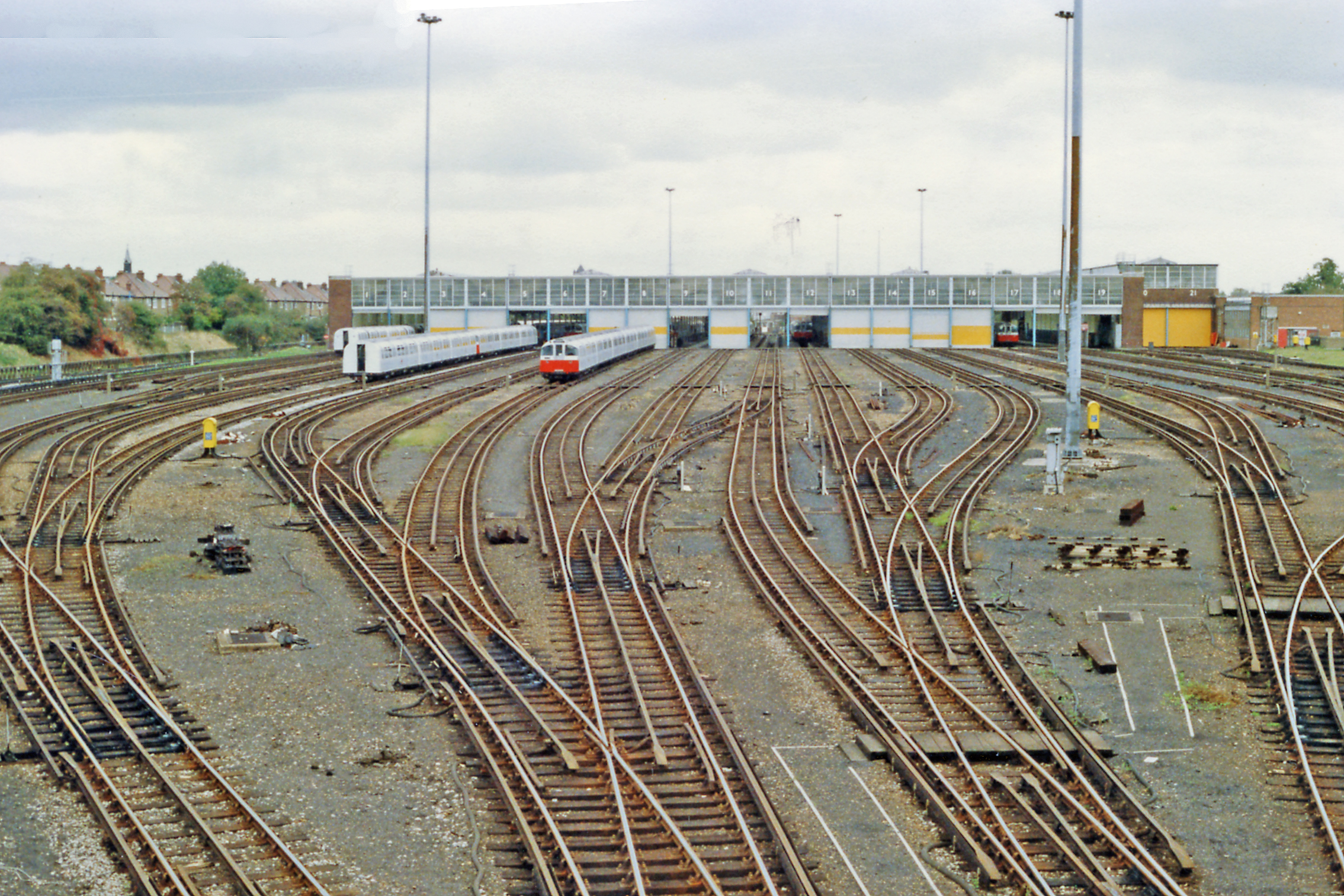
Il Deposito di Northfields, 1989

All'inizio degli anni '30, in concomitanza con i lavori di preparazione per il servizio della linea Piccadilly per Hounslow, è stata costruita una nuova stazione e un deposito per i treni. Posizionata sul lato est di Northfields Avenue, la nuova stazione è stata progettata da Charles Holden in stile modernista, utilizzando mattoni, cemento armato e vetro.
In maniera simile alle stazioni di Sudbury Town, Sudbury Hill, Acton Town e Oakwood, Holden ha dotato Northfields di una biglietteria di forma squadrata che si eleva sopra un basso edificio orizzontale contenente gli uffici e i negozi. I muri di mattoni della biglietteria sono trapuntati da una serie di finestre a mo' di cleristorio e coperti da un lastrone piatto di cemento armato.
La nuova stazione è stata aperta al pubblico nel maggio del 1932, con il nome attuale di Northfields. I servizi della linea Piccadilly sono iniziati a gennaio del 1933 ed estesi ad Hounslow West a marzo dello stesso anno, parallelamente ai servizi della linea District che sono terminati nel 1964.
A maggio 1994 l'edificio della stazione è diventato un monumento classificato di grado II.

## Strutture e impianti
La stazione di Northfields si trova nella terza zona tariffaria della metropolitana londinese.

## Interscambi
Nelle vicinanze della stazione effettuano fermata alcune linee urbane automobilistiche, gestite da London Buses.
- Fermata autobus

## Galleria d'immagini

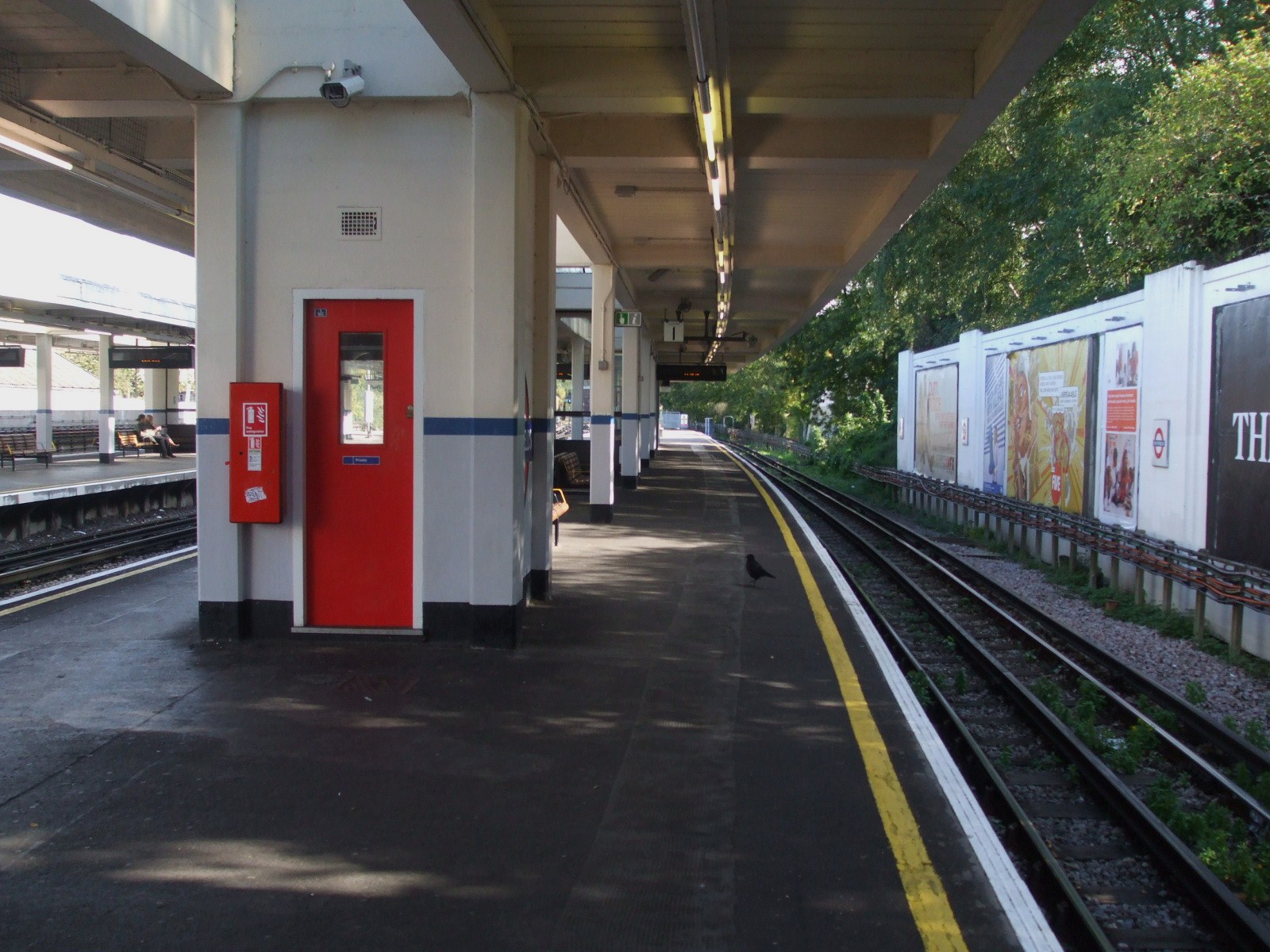
Il binario 1.
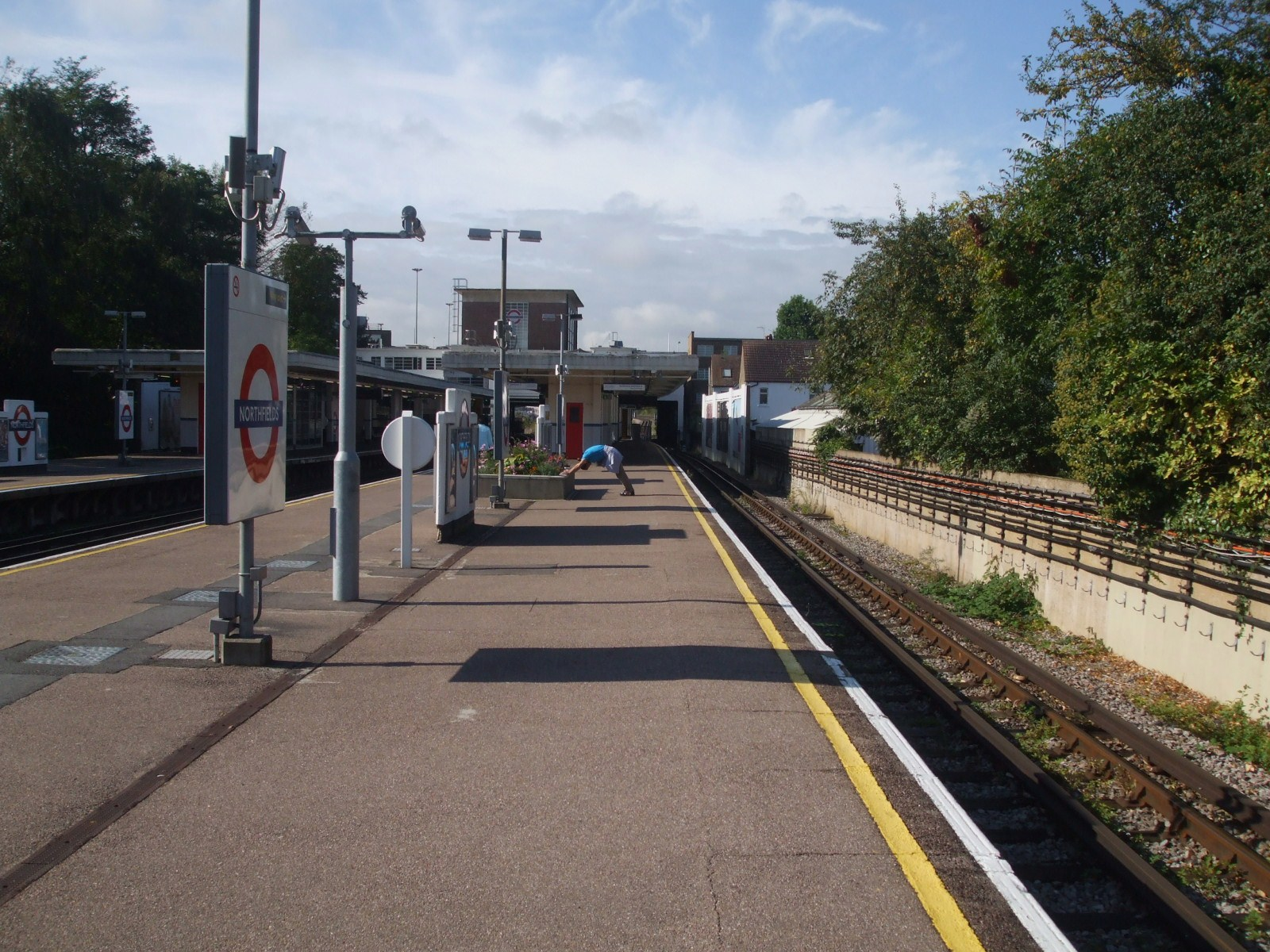
Il binario 4.
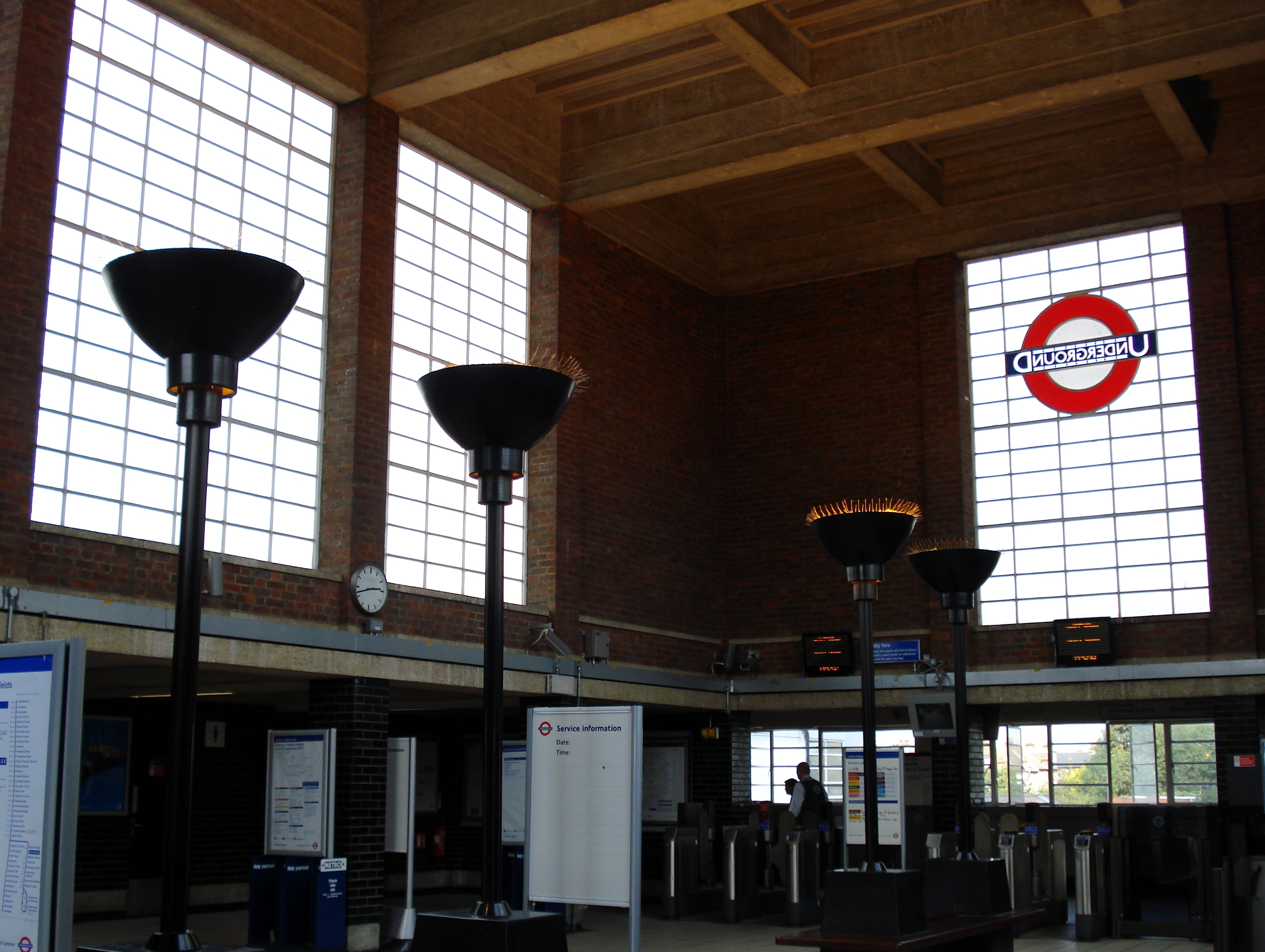
La biglietteria.
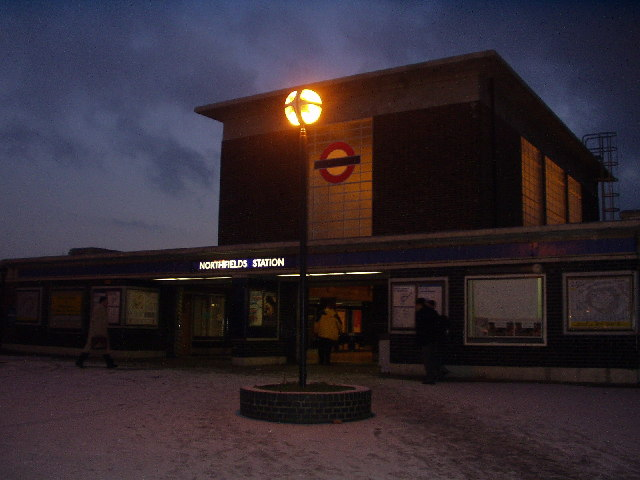
La stazione di notte.